# يارا بامية
يارا بامية (ولدت في القدس عام 1986)، هي كاتبة ورسامة فلسطينية في أدب الطفل ومهندسة معمارية ومصممة داخلية وجرافيك، تعيش في رام الله. أصدرت إلى الآن خمس عشرة قصة للأطفال واليافعين.

## سيرتها المهنية
درست الهندسة المعمارية وتخرجت من قسم الهندسة المعمارية في جامعة بيرزيت في عام 2009 وتعمل في مؤسسة رواق، حيث انضمت عام 2014 إلى وحدة الترميم فيها، وعملت في عدة مشاريع، وأهمها ترميم مبان تاريخية في قرى فلسطينية مختلفة في رام الله والقدس والخليل، وعلى تطوير هوية رواق البصرية، وهي كذلك مسؤولة عن تصميم الرسوم للمطبوعات ومواد الطباعة في رواق.
صممت الرسوم كتب ومنشورات أصدرتها عدة منظمات، وأصدرت عام 2012 كتابها الأول رسما ونصّا للأطفال، وهو «السر الصغير»، الذي ترجم إلى اللغة السويدية، وأنتجت حتى الآن خمس عشرة قصة للأطفال واليافعين نشرت في رام الله والمنطقة.

## مؤلفاتها
- (2010)، أحلام الفتى النحيل: مؤسسة تامر للتعليم المجتمعي، رام الله [8]
- (2012)، الإطارة المجنونة: مؤسسة تامر للتعليم المجتمعي، رام الله [9]
- (2013)، أحلى الأغاني: مؤسسة تامر للتعليم المجتمعي، رام الله [10]
- (2014)، كلام من صخر: أصالة للطباعة والنشر والتوزيع، لبنان [11]
- (2014)، ماذا يحدث في حديقة البيارة؟: مؤسسة تامر للتعليم المجتمعي، رام الله [12]
- (2015)، حارة مرّو: مؤسسة تامر للتعليم المجتمعي، رام الله [13]
- (2015)، الفتى يبدل حذاءه: مؤسسة تامر للتعليم المجتمعي، رام الله[13]
- (2015)، العقاب بالرسم: مؤسسة تامر للتعليم المجتمعي، رام الله [14]
- (2015)، السر الصغير: مؤسسة تامر للتعليم المجتمعي، رام الله [15]
- (2016)، الزائر اللطيف: دار الساقي للطباعة والنشر، لبنان [16]
- (2016)، بولقش: ورشة فلسطين للكتابة، رام الله [17]
- (2018)، أين منقاري: ورشة فلسطين للكتابة، رام الله [18]
- أرجوحتي : دار الأسوار، عكا [19]

## جوائزها
- فازت قصة بولقش وكتاب الأسئلة السبع فائزة بجائزة أفضل إخراج في جائزة اتصالات عام 2016.
- فازت بجائزة كتابي 2015 لأدب الطفل العربي عن رسومها لكتاب كلام من صخر للكاتبة هديل ناشف الصادر عن دار أصالة. [6]
- رشح كتاب كلام من صخر لجائزة كتاب الطفل العربي- اتصالات في دبي، ضمن مهرجان الشارقة [11]
- حصلت عام 2016 على جائزة اتصالات لكتاب الطفل عن فئة الرسوم لكتاب «الأسئلة السبع»، و"بولقش".
- وصل كتاب " أين منقاري؟ " للقائمة القصيرة لجائزة الشيخ زايد للكتاب في دورتها الثالثة عشرة عن فرع أدب الطفل والناشئة " الصادرة عن ورشة فلسطين للكتابة عام 2018.[7]

## روابط خارجية
- لقاء مع الكاتبة والشاعرة الفلسطينية يارا بامية في معرض جوتنبرج للكتاب 2015، السويد